# پیتر بروتزمن
پیتر بروتزمن (انگلیسی: Peter Brötzmann; ۶ مارس ۱۹۴۱ – ۲۲ ژوئن ۲۰۲۳) نوازنده ساکسوفون و کلارینت سبک جاز اهل آلمان بود. وی بین سال‌های ۱۹۶۷ تا ۲۰۲۳ میلادی فعالیت می‌کرد و از چهره‌های شاخص جاز آزاد به‌شمار می‌رفت.